# 蒂亚拉·罗萨莉娅·努莱达赫

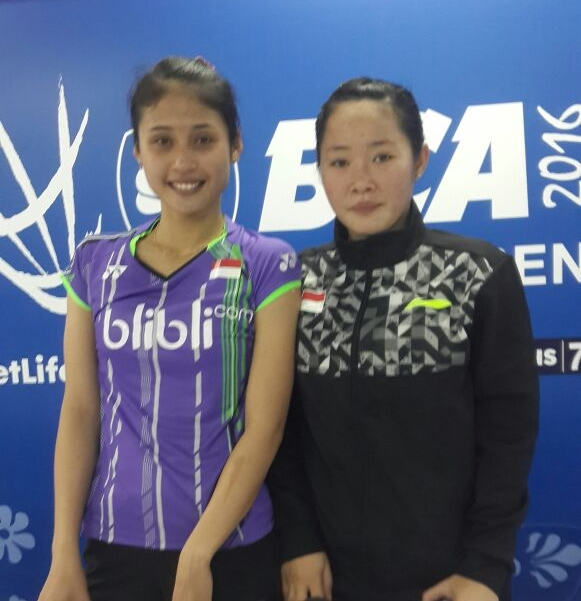
蒂亚拉·罗萨莉娅·努莱达赫（右）與她的雙打搭檔里基·艾美莉雅·普拉蒂普塔（2016年6月）。

蒂亚拉·罗萨莉娅·努莱达赫（1993年6月27日—），印尼女子羽毛球運動員。

## 簡歷
2009年，努莱达赫代表印尼出戰馬來西亞亞羅士打舉行的世界青年羽毛球錦標賽，與苏琪·里基·安迪妮合作贏得女子雙打亞軍。
2013年8月，努莱达赫參加中國廣州舉行的世界羽毛球錦標賽，與盖比·里斯蒂亚妮·伊马万以15號種子身分出戰女子雙打項目，她們在首圈輪空，但在第二圈就以1比2（21-17、19-21、11-21）不敵日本的江藤理惠/脇田侑出局。

## 主要比賽成績
只列出曾進入準決賽的國際賽事成績：
| 年份   | 賽事                     | 公開賽級別 | 項目     | 拍檔                       | 成績   |
| ------ | ------------------------ | ---------- | -------- | -------------------------- | ------ |
| 2009年 | 世界青年羽毛球錦標賽     | 其他       | 女子雙打 | 苏琪·里基·安迪妮           | 準決賽 |
| 2010年 | 馬來西亞羽毛球國際挑戰賽 | 國際挑戰賽 | 女子雙打 | 盖比·里斯蒂亚妮·伊马万     | 亞軍   |
| 2011年 | 亞洲青年羽毛球錦標賽     | 其他       | 女子雙打 | 苏琪·里基·安迪妮           | 亞軍   |
| 2011年 | 亞洲青年羽毛球錦標賽     | 其他       | 混合雙打 | 普拉文·乔丹                | 準決賽 |
| 2011年 | 亞洲青年羽毛球錦標賽     | 其他       | 混合團體 | －                         | 準決賽 |
| 2011年 | 世界青年羽毛球錦標賽     | 其他       | 女子雙打 | 苏琪·里基·安迪妮           | 準決賽 |
| 2011年 | 世界青年羽毛球錦標賽     | 其他       | 混合雙打 | 罗纳德·亚历山大            | 亞軍   |
| 2011年 | 印度羽毛球國際挑戰賽     | 國際挑戰賽 | 女子雙打 | 盖比·里斯蒂亚妮·伊马万     | 亞軍   |
| 2012年 | 中華台北羽毛球黃金大獎賽 | 黃金大獎賽 | 女子雙打 | 盖比·里斯蒂亚妮·伊马万     | 準決賽 |
| 2013年 | 亞洲羽毛球錦標賽         | 其他       | 女子雙打 | 盖比·里斯蒂亚妮·伊马万     | 準決賽 |
| 2014年 | 印尼羽毛球國際挑戰賽     | 國際挑戰賽 | 女子雙打 | 苏琪·里基·安迪妮           | 冠軍   |
| 2014年 | 哥本哈根羽毛球大師賽     | 其他       | 女子雙打 | 苏琪·里基·安迪妮           | 亞軍   |
| 2015年 | 印尼羽毛球國際系列賽     | 國際系列賽 | 女子雙打 | 盖比·里斯蒂亚妮·伊马万     | 冠軍   |
| 2015年 | 印尼羽毛球國際挑戰賽     | 國際挑戰賽 | 女子雙打 | 盖比·里斯蒂亚妮·伊马万     | 冠軍   |
| 2015年 | 越南羽毛球國際系列賽     | 國際系列賽 | 女子雙打 | 盖比·里斯蒂亚妮·伊马万     | 冠軍   |
| 2015年 | 中華台北羽毛球大獎賽     | 大獎賽     | 女子雙打 | 盖比·里斯蒂亚妮·伊马万     | 準決賽 |
| 2016年 | 越南羽毛球大獎賽         | 大獎賽     | 女子雙打 | 里基·艾美莉雅·普拉蒂普塔   | 亞軍   |
| 2016年 | 印尼羽毛球大師賽         | 黃金大獎賽 | 女子雙打 | 里基·艾美莉雅·普拉蒂普塔   | 準決賽 |
| 2016年 | 碧特博格羽毛球黃金大獎賽 | 黃金大獎賽 | 女子雙打 | 里基·艾美莉雅·普拉蒂普塔   | 準決賽 |
| 2017年 | 印尼羽毛球國際挑戰賽     | 國際挑戰賽 | 女子雙打 | 法布里安娜·德维普吉·库苏马 | 冠軍   |
| 2017年 | 澳門羽毛球黃金大獎賽     | 黃金大獎賽 | 女子雙打 | 德拉·德斯迪亚拉·哈里斯     | 準決賽 |
| 2018年 | 印尼羽毛球國際系列賽     | 國際系列賽 | 女子雙打 | Monika Insani              | 準決賽 |
| 2019年 | 印尼羽毛球國際挑戰賽     | 國際挑戰賽 | 混合雙打 | 利安·阿刚·萨普特拉         | 亞軍   |

| 2007-2017年 | 首要超級賽 | 超級賽 | 黃金大獎賽 | 大獎賽 | 國際挑戰賽 | 國際系列賽 | 未來系列賽 | 其他 |

| 2018-2026年 | 總決賽 | 超級1000賽 | 超級750賽 | 超級500賽 | 超級300賽 | 超級100賽 | 國際挑戰賽 | 國際系列賽 | 未來系列賽 | 其他 |

### 奧運會和世錦賽參賽紀錄
|          | 搭檔                   | 2013 | 2014 |
| -------- | ---------------------- | ---- | ---- |
| 女子雙打 | 盖比·里斯蒂亚妮·伊马万 | 32強 | －   |
| 女子雙打 | 苏琪·里基·安迪妮       | －   | 32強 |